# Francistown
Francistown ili Nyangabgwe drugi je po veličini grad Bocvane, sjedište istoimenog distrikta. Leži na 1011 metara nadmorske visine, 20 km zapadno od granice sa Zimbabveom. Cestom je povezan s Maunom i Gaboroneom (udaljenim oko 400 km) te s Kazungulom u Zambiji i Bulawayom u Zimbabveu.
Francistown je bio središte prve zlatne groznice u Južnoj Africi. Osnovan je 1897. godine i nazvan po svojem osnivaču Danielu Francisu. Status grada ima od 1997. godine. Do neovisnosti Bocvane 1966. u gradu je na djelu bila rasna segregacija.
Danas su okolni rudnici zlata napušteni i služe kao turistička atrakcija.
Godine 2006. Francistown je imao 85.363 stanovnika.

## Vanjske poveznice
- Francistown na stranici Bocvanske turističke zajednice (engl.)

### Ostali projekti
|  | Zajednički poslužitelj ima još gradiva o temi Francistown |